# Carl och Augusta Österbergs minne

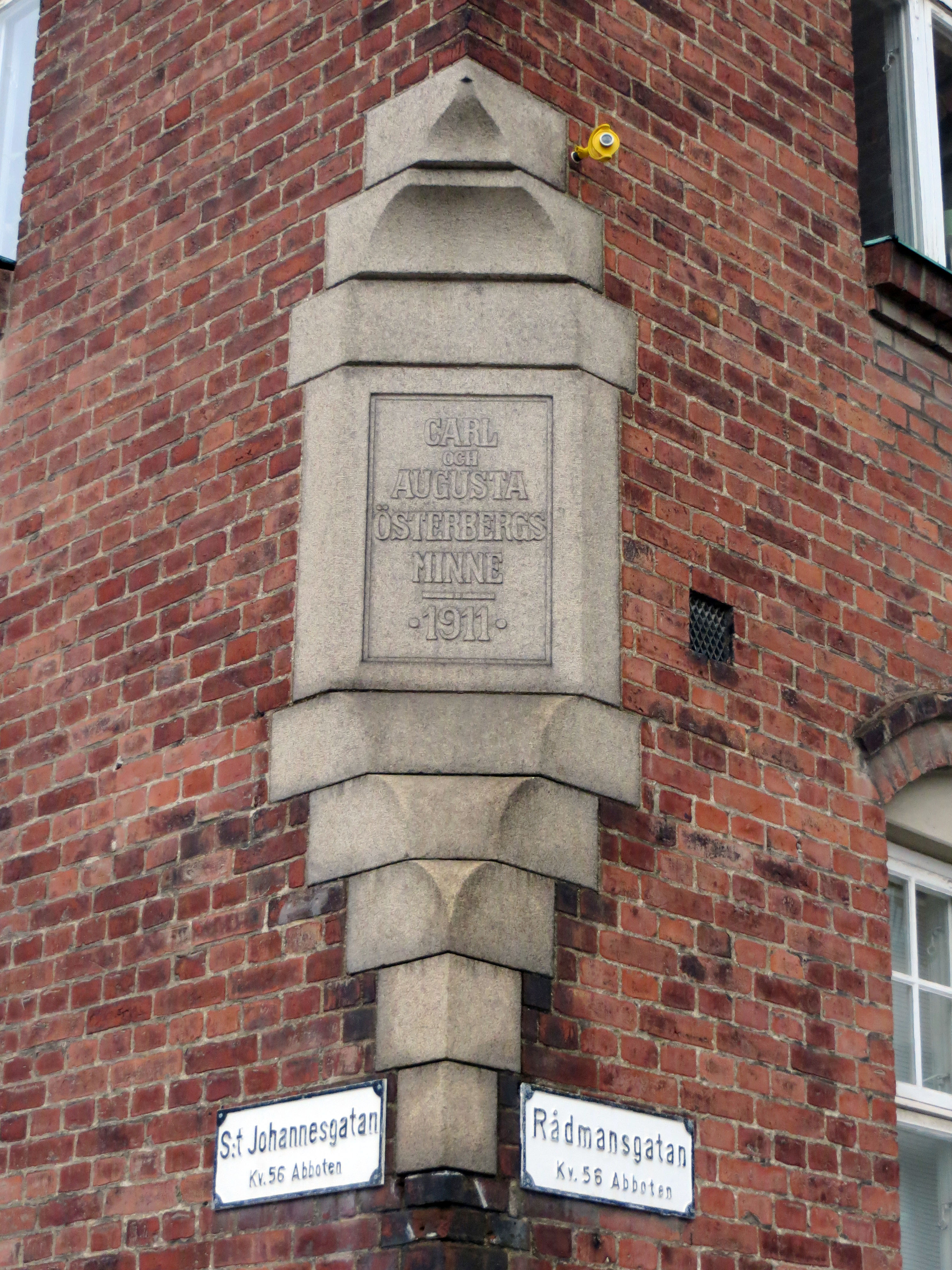
Fasaddetalj från den Österbergska stiftelsen.

Carl och Augusta Österbergs minne är en välgörenhetsstiftelse i Malmö, vilken skapades genom en donation av makarna Carl och Augusta Österberg i Malmö. 

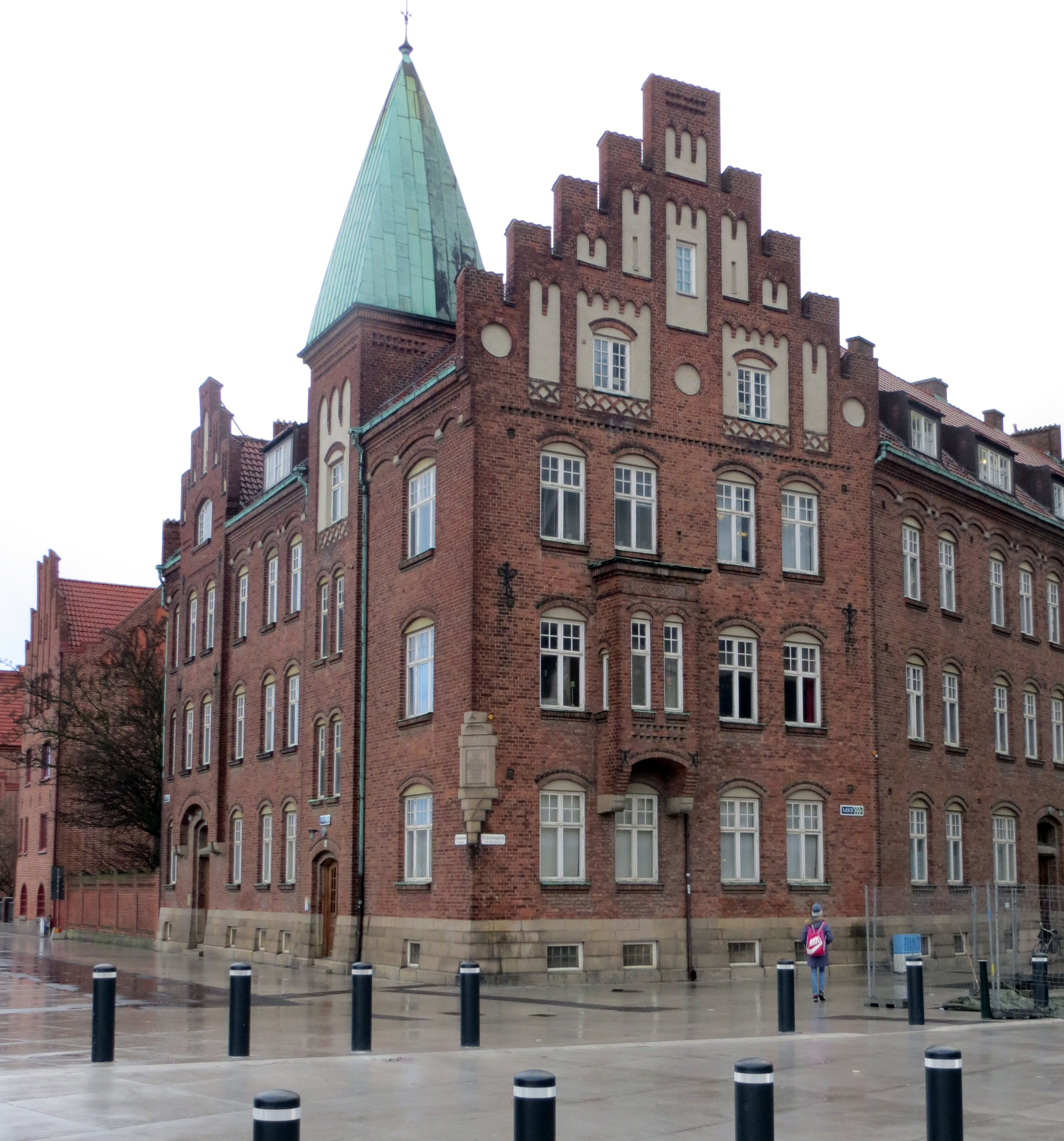
Österbergska stiftelsens byggnad från 1911 i Malmö.

Grosshandlaren Carl Österberg hade genom partihandel med bland annat norska produkter skapat en ansenlig förmögenhet, varav 200 000 kr avsattes till en välgörenhetsstiftelse vid hans död 1908. Avsikten med stiftelsen var att bereda kostnadsfria bostäder åt behövande änkor och döttrar till stadens köpmän. 
Våren 1911 stod stiftelsebyggnaden klar för inflyttning vid korsningen Rådmansgatan – S:t Johannesgatan i Malmö. Den hade ritats av arkitekten Axel Stenberg, Malmö, och inrymde 24 lägenheter om ett eller två rum och kök. 
I likhet med flera andra bostadsstiftelser uppstod efter hand svårigheter att uppfylla de ursprungliga intentionerna med stiftelsen. Omkring 1970 förenade den sig med en rad andra stiftelser i bostadskomplexet Södertorpsgården vid Teknikergatan 23–27.